# هوندا سی‌بی۹۰۰اف
هوندا سی‌بی۹۰۰اف (انگلیسی: Honda CB900F) یک موتور سیکلت هوندا است که در دو نسل با فاصله ۲۰ سال ظاهر شد. اگرچه هر دو نسخه ۹۰۰ سی‌سی از موتورهای چهار سیلندر استفاده می‌کنند، اولین نسخه یک ژاپنی طرح اسپرت بود در حالی که دومی یک موتور نیکد بود.
اولین نسخه از سال ۱۹۷۹ تا ۱۹۸۳ تولید شد، و در سال ۱۹۸۱ و ۱۹۸۲ در ایالات متحده در دسترس بود. در سال ۱۹۸۳ با سی‌بی ۱۰۰اف جایگزین شد. نسخه دوم از سال ۲۰۰۲ تا ۲۰۰۷ در دسترس بود. در اروپا هورنت ۹۰۰ و در آمریکای شمالی ۹۱۹ نامیده می‌شود، در حالی که هوندا سی‌بی۶۰۰اف مربوطه هورنت ۶۰۰ در اروپا و ۵۹۹ در آمریکای شمالی است. در سال ۲۰۰۸ نسخه دوم سی‌بی۹۰۰ با سی‌بی۱۰۰۰آر جایگزین شد.
(تصویر نسل اول هوندا سی‌بی۹۰۰اف)